# Svíčka

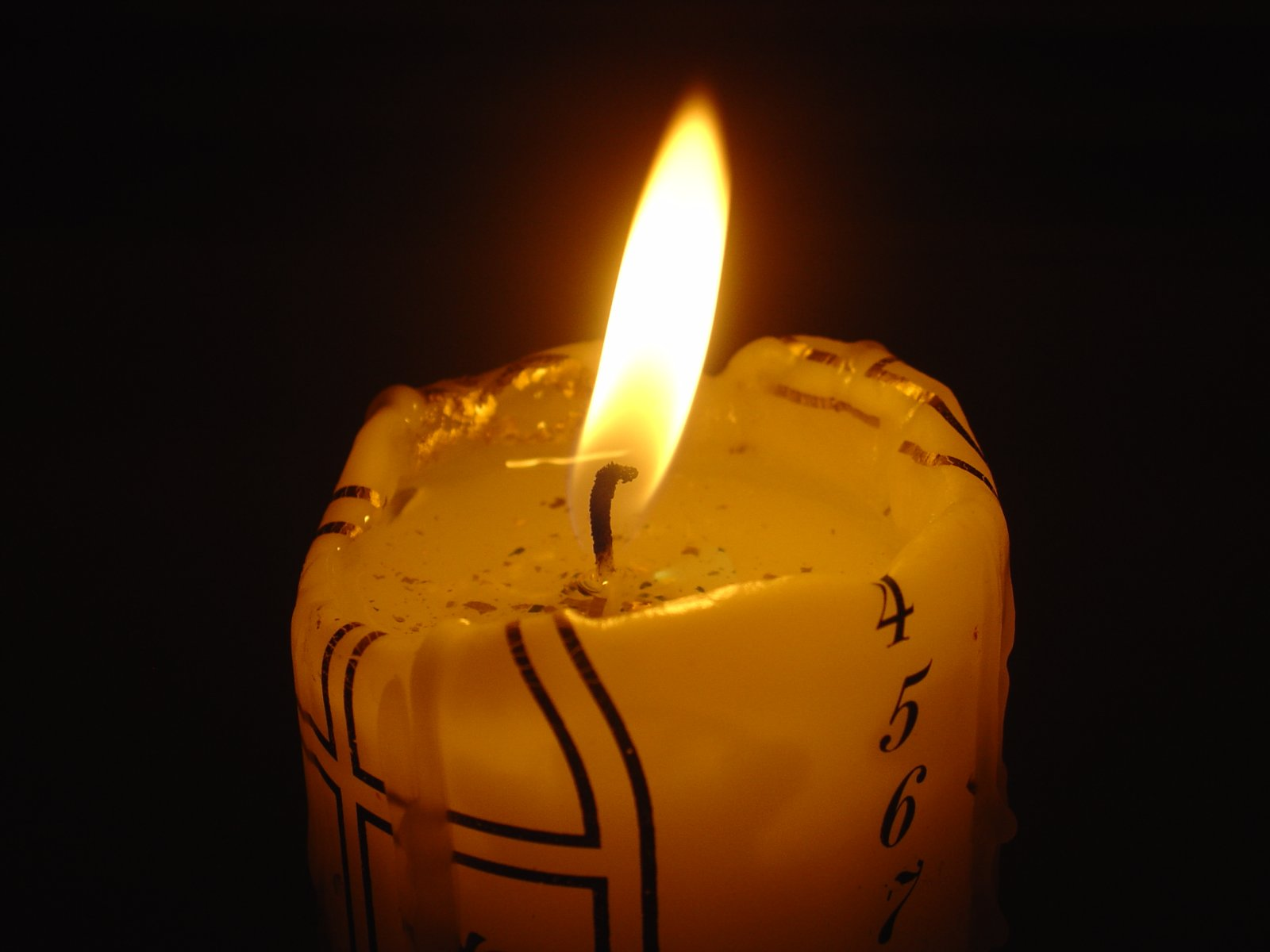
Svíčka

Svíčka či svíce je jednoduchý zdroj světla, používaný už od starověku. Funguje na principu přeměny chemické energie vázané v tuhém těle svíčky (tedy v jejím palivu) na světelnou a tepelnou energii.
Skládá se z těla svíčky, knotu a případně kalíšku.
Tělo je vyrobeno z hořlavého materiálu a bývá obvykle válcovitého tvaru. Může mít i jiný rotačně souměrný tvar, třeba tvar kužele apod. Používají se ale i tvary jehlanu, hranolu či zcela nepravidelné tvary, ty se vyskytují zejména u tzv. ozdobných svíček (postavy osob, figurky zvířat, srdíčka, zvonečky, vánoční stromky apod.)
Do těla svíčky je vložen knot nebo více knotů. Jako palivo svíčky se užívá včelí vosk, parafín, stearin, svíčkový gel, lůj (popřípadě jiný tuhý tuk – třeba rybí či velrybí). Knot je obvykle vyroben z nasákavého rostlinného materiálu, kterým může být tkanina, papír nebo dřevo. Svíčka byla až do objevu petroleje, svítiplynu a elektrických osvětlovacích těles jedním z nejdůležitějších umělých zdrojů světla (vedle loučí, pochodní, olejových lamp).
Pro osvětlování větších prostor je třeba mnoha svíček, které se zasazují do svícnů. Svícny jsou používány především z bezpečnostních důvodů jako ochrana před požárem a jako ochrana proti nežádoucímu pokapání jiných předmětů.

## Princip svíčky
Knot saje hořlavý materiál z těla svíčky, který se teplem plamene svíčky taví. Na povrchu knotu se pak hořlavina odpařuje a hoří neboli oxiduje. Spalováním paliva svíčky ubývá ve směru hoření. Moderní svíčky jsou vybaveny knotem, který se během hoření zkroutí do kraje plamene a tam uhořívá. U svíček užívaných v minulosti bylo třeba zbytky knotu odstřihovat, aby plamen nečadil.

## Zajímavosti a užití
- Svíčky se v dnešní době používají především při slavnostních příležitostech, zejména o církevních svátcích
- Svíčky se používají při potřebě vytvořit zvláštní společenskou atmosféru, kterou dokáže vytvořit otevřený oheň.
- Dortové svíčky na dortu symbolizují počet let, případně desetiletí, kterých se oslavenec dožil.
- Svíčky se používají také jako pochodně živého ohně – symbol planoucího srdce při hromadných protestních shromážděních většího počtu osob. Příkladem budiž 17. listopad 1989.
- Svíce se používají též při mších v křesťanských chrámech, kostelích a kaplích, kde mají symbolizovat spojení člověka s Kristem. Mimo jiné to jsou křestní svíčky a paškál.
- Nejvíc svíček v České republice bývá používáno na hřbitovech při vzpomínce na zemřelé.
- Svíčky se používají i před Vánoci v době adventní do adventních věnců. O Vánocích se používají plovoucí svíčky k tradičnímu obyčeji pouštění lodiček a také stromkových svíček k výzdobě vánočního stromku, v dnešní době jsou z bezpečnostních důvodů (a z pohodlnosti) nahrazovány svíčkami elektrickými resp. barevnými žárovičkami.
- V zahraničí (v Česku např. v čajovnách nebo čínských restauracích) se používají čajové svíčky k ohřívání potravin (čaje a nápojů)
- V dřívějších dobách se svíčky používaly i pro některé další (dnes již téměř zaniklé) činnosti, kupříkladu k rozehřívání pečetního vosku při pečetění důležitých listin.
- Svíčka ze včelího vosku byla v minulosti luxusním zbožím. Ke zlevnění výroby došlo až poté, co se začal k výrobě používat stearin a parafín.
- Svíčka hromnička se zapalovala při bouřce a měla ochránit stavení před zásahem blesku.
- Svíčky jsou také nedílnou součástí spiritistických seancí a různých jiných mystických obřadů. Jedná se např. o novénskou svíčku.[zdroj⁠?!]
- Svíčka se též v minulosti používala coby primitivní hodiny, podle zářezů na těle svíčky se dalo zhruba usuzovat, kolik je hodin (to za předpokladu rovnoměrného odhořívání materiálu resp. rovnoměrného úbytku paliva z těla svíčky v čase).
- Ze svítivosti tzv. standardní svíčky byla odvozena fyzikální jednotka svítivosti kandela.

## Typy svíček podle způsobu výroby a uplatnění
- svíčky lisované: vyrábí se slisováním napráškovaného materiálu do tvaru nábojky, která se uplatní například jako vklad do hřbitovních kalíšků. Jiné jsou po náležité úpravě a obarvení užitkovým dekorativním doplňkem. Lisované svíčky se poznají podle zrníček v řezu svíčky.
- svíčky máčené: stromkové, stolní, dortové – vyrábí se střídavým namáčením vertikálně orientovaného knotu do parafínu a do vody mají základní tvar kužel. V příčném řezu svíčky jsou patrné „letokruhy“.
- svíčky lité do formy: jinovatky i hladké – tyto mohou být nejrůznějších velikostí od několika gramů-plovoucí svíčky až po 70 kilogramů-hotelové svíčky.
- svíčky lité do kalíšku (sklo, keramika, plast) tyto svíčky bývají často aromatizované. Pro gelové svíčky se používá průhledná sklenička. Pro olejové kompozitní svíčky se používá plastový kalíšek.
- svíčky tažené: stromkové, stolní, základní tvar je válec. Polotovar se vyrábí na takzvaném tažném stroji, v němž je v horizontální poloze ve více cyklech potahován (máčen v parafinu a chlazen vodou) natažený knot. V příčném řezu svíčky jsou patrné „letokruhy“. Konečný tvar je většinou dokončován speciální frézou.

## Technické údaje
Moderní svíčka hoří obvykle rychlostí 0,1 g/min. Vytváří množství světla odpovídající zhruba jedné jednotce svítivosti kandela, celkový světelný tok kolem 13 lumen. Světelná účinnost je asi setina účinnosti žárovky. Barevná teplota světla je kolem 1000 K.
Nejteplejší je plamen nad tmavě modrou částí po jedné straně plamene (kolem 1400 °C). Nicméně tato část plamene je velmi malá a uniká z ní tak málo tepelné energie. Teplota většiny plamene se pohybuje okolo 1000 °C.
Doba hoření čajové svíčky o váze 16 g je mezi 4 a půl a 5 hodinami.
Ideální svíčka je uzpůsobena prostředí ve kterém se má používat. Není vhodné používat svíčky určené do interiéru na hřbitově-většinou budou špatně hořet. Hřbitovní svíčky naopak v interiéru hoří až příliš dobře a mohou způsobit požár.